# Peter Garden
Peter Garden (* 17. August 1924 als Karl-Heinz Rothmayer in München; † 7. Januar 2015 ebenda) war ein deutscher Schauspieler, Sänger und Show-Präsentator.

## Erfolge als Schauspieler, Sänger und Showmoderator
Der Sohn des Sängers Karl Rothmayer hatte nach dem Abitur und seinem Kriegsdienst die Musikhochschule Salzburg besucht und ging 1947 an die Volksoper München. In den frühen 1950er Jahren wirkte er an der Bayerischen Staatsoperette, zu dieser Zeit gab er auch sein Filmdebüt. Nach zwei Jahren am Stadttheater Bern beendete er seine Theaterlaufbahn und kehrte nach München zurück, um sich dort intensiv seiner Filmkarriere zu widmen.
Garden spielte in einer Reihe von Unterhaltungsproduktionen – durchgehend Lustspiele – Nebenrollen. Mit Beginn der 1960er Jahre wandte er sich dem Fernsehen zu und trat als Sänger in mehreren Operetten auf wie Viktoria und ihr Husar an der Seite populärer Gesangskollegen wie Johannes Heesters und Rudolf Schock. Darüber hinaus war er als Gesangsinterpret zu Gast in Shows und anderen Unterhaltungssendungen wie O mia bella Napoli, Starparade, Zauber der Melodie und Zwischenmahlzeit.
Gegen Ende der 1960er Jahre hatte Garden seinen Popularitätshöhepunkt erreicht, als ihm das ZDF kurz hintereinander zwei eigene Shows, Garden-Party und Schwarzer Peter anbot. Letztgenannte Show, die als Nachfolgesendung für den Unterhaltungsklassiker Der goldene Schuß konzipiert worden war, brachte es wegen schwacher Resonanz bei Kritik und Zuschauer nur auf drei Sendungen.

## Skandal um seine NS-Vergangenheit
Parallel zu Gardens stetig ansteigender Fernsehpopularität holte ihn seine Vergangenheit und sein Verhalten zur Zeit der NS-Diktatur ein. Bereits 1967 wurde in Berlin ein Strafermittlungsverfahren gegen ihn wegen Beihilfe zum Mord eröffnet, jedoch Anfang 1970 eingestellt. Zu diesem Zeitpunkt geriet er immer stärker in den Blickpunkt mehrerer Presseerzeugnisse. Die Münchner Abendzeitung, die Programmzeitschrift Gong und sogar Der Spiegel berichteten über eine finstere, in diesem Ausmaß der Öffentlichkeit bislang unbekannt gebliebene Lebensphase – rund um das Jahr 1944 – Rothmayers, die in einem starken Kontrast zu dem von Garden gepflegten Image als Sonnyboy vom Dienst stand. So hieß es in der Ausgabe des Spiegels vom 8. November 1971 unter der Überschrift Uralte Kiste: „So beschwert sich etwa Alexander Anders, 78, schon seit Jahren in Briefen an das ZDF und das Österreichische Fernsehen: ‚Es ist wohl kein unbilliges Verlangen, in Hinkunft Sendungen, wo dieser Peter Garden auftritt, abzulehnen.‘ Denn ‚dieser Bursche‘ sei während der Nazizeit in Salzburg ‚als bezahlter Gestapoconfident tätig‘ gewesen und habe dabei ‚eine Reihe angesehener Salzburger Bürger und Familien in Not und Elend gestürzt‘.“ Anders, eines der Opfer Rothmayers, wurde infolge einer solchen Denunziation in Salzburg von der Gestapo verhaftet und von einem Sondergericht zu drei Jahren Zuchthaus wegen Hörens ausländischer Sender verurteilt.
Um den Druck zu erhöhen, startete Anders gemeinsam mit dem Salzburger Schauspieler Herbert Fux eine Unterschriftenaktion in Salzburg und anderen Orten mit dem Ziel, eine Entlassung Gardens als Showmaster beim ZDF zu erreichen. Der Fall Rothmayer/Garden drohte nunmehr zu einer schweren Belastung für das ZDF zu werden, worauf sich der Sender von Garden, einem seiner einstigen Show-Hoffnungsträger, trennte. Das Verfahren gegen Peter Garden endete mit einem Freispruch für ihn. Den Klägern ist es untersagt, ihre Vorwürfe zu wiederholen.
Seitdem war Garden/Rothmayer nahezu vollkommen aus dem Licht der Öffentlichkeit verschwunden und versuchte sich als Erfinder. Dokumentiert sind in den 1970er Jahren mehrere US-Patente für Erfindungen wie ausfahrbare Schuhe und faltbare Ski.

## Privates
Peter Garden war bis 1959 mit der Schauspielerin Christiane Jansen (* 1929) verheiratet. 1972 heiratete er die Schauspielerin Margit Nünke, mit der er bis zu seinem Tod am 7. Januar 2015 verheiratet war. Margit Nünke starb drei Tage später an den Folgen einer Lungenentzündung.

## Filmografie
- 1952: Die schöne Tölzerin
- 1955: Ball im Savoy
- 1955: Wie werde ich Filmstar?
- 1955: Der falsche Adam
- 1955: IA in Oberbayern
- 1956: Dany, bitte schreiben Sie
- 1956: Kirschen in Nachbars Garten
- 1956: Auf Wiedersehen am Bodensee
- 1956: Hotel Allotria
- 1956: II-A in Berlin
- 1957: Egon, der Frauenheld
- 1957: Schön ist die Welt
- 1958: Der Elefant im Porzellanladen
- 1958: Wehe, wenn sie losgelassen
- 1963: Ein Sheriff für den Sarg (Fernsehen)
- 1963: Das Kriminalmuseum – Die Frau im Nerz (Fernsehen)
- 1964: Das Kriminalmuseum – Der stumme Kronzeuge (Fernsehen)
- 1964: Das Kriminalmuseum – Der Fahrplan (Fernsehen)
- 1964: Show hin – Schau her (Fernseh-Show)
- 1965: Viktoria und ihr Husar (Fernsehen)
- 1965: Sie schreiben mit – Aus heiterem Himmel (Fernsehen)
- 1965: Die Tänzerin Fanny Elßler (Fernsehen)
- 1966: Polenblut (Fernsehen)
- 1967: Jetzt schlägt’s 13 (Fernsehen)
- 1969: Pudelnackt in Oberbayern
- 1969: Hugo, der Weiberschreck
- 1969: Die Erben des tollen Bomberg (Fernsehen)
- 1969/70: Garden-Party (Fernseh-Show)
- 1970: Der Vetter aus Dingsda (Fernsehen)
- 1970: Schwarzer Peter (Fernseh-Show)